# Wholesale carrier
Met een wholesale carrier wordt doorgaans een telecommunicatiebedrijf aangeduid dat diensten aanbiedt aan andere, vaak kleinere telecombedrijven, in plaats van rechtstreeks aan bedrijven en particulieren (zogenaamde eindklanten). Wholesale carriers hebben, inherent aan hun functie, vaak uitgebreide fysieke netwerken in minimaal één, maar vaak twee of meer werelddelen. Schaalvoordelen spelen hierin een belangrijke rol. De aangeboden diensten kunnen zowel op telefonie als op datatransmissie betrekking hebben.
Telecom carriers handelen met andere telecombedrijven in minuten en verbindingen om hun klanten alle (internationale) routes te kunnen aanbieden. Om iedere beller elke bestemming te kunnen aanbieden, zijn er namelijk contracten en verbindingen nodig met andere carriers, omdat het eigen netwerk niet iedereen in de wereld kan bereiken.

## Wholesale carriers
Sommige telecombedrijven hebben zich gespecialiseerd in deze handel in internationale telefoonminuten. Een telecombedrijf heeft hiervoor een fysieke verbinding nodig om een verbinding te kunnen maken met andere telecombedrijven. Dit gebeurt vaak in een carrier hotel waar diverse telecombedrijven hun centrale in één ruimte onderbrengen om fysiek met elkaar te kunnen verbinden.

## Prijzen
De prijzen op de wholesalemarkt liggen velen malen lager dan de prijs die de consument ervoor betaalt en kunnen van dag tot dag veranderen. Een prijslijst met alle bestemmingen wordt een a/z genoemd. Op de wholesalemarkt zijn er verschillende types a/z-routes. Sommige a/z's zijn extra goedkoop en worden als grey route aangeboden. Prijslijsten met kwalitatief betere routes worden vaak een premium route genoemd. De kwaliteit van de routes wordt afgemeten aan het aantal succesvolle verbindingen en de gemiddelde gespreksduur. Hoe hoger deze verhoudingen, hoe hoger de prijs die ervoor betaald wordt.

## VoIP en TDM
Verbinden op basis van traditionele telefoonlijnen heet TDM. Verbinden via VoIP wordt echter steeds belangrijker op de wholesalemarkt.

## Bekende wholesaleproviders
- Belgacom
- KPN
- BT Group
- AT&T